# Hydatoscia callas
Hydatoscia callas är en fjärilsart som beskrevs av Druce 1892. Hydatoscia callas ingår i släktet Hydatoscia och familjen mätare. Inga underarter finns listade i Catalogue of Life.